# St. Johannes der Täufer (Theilheim)

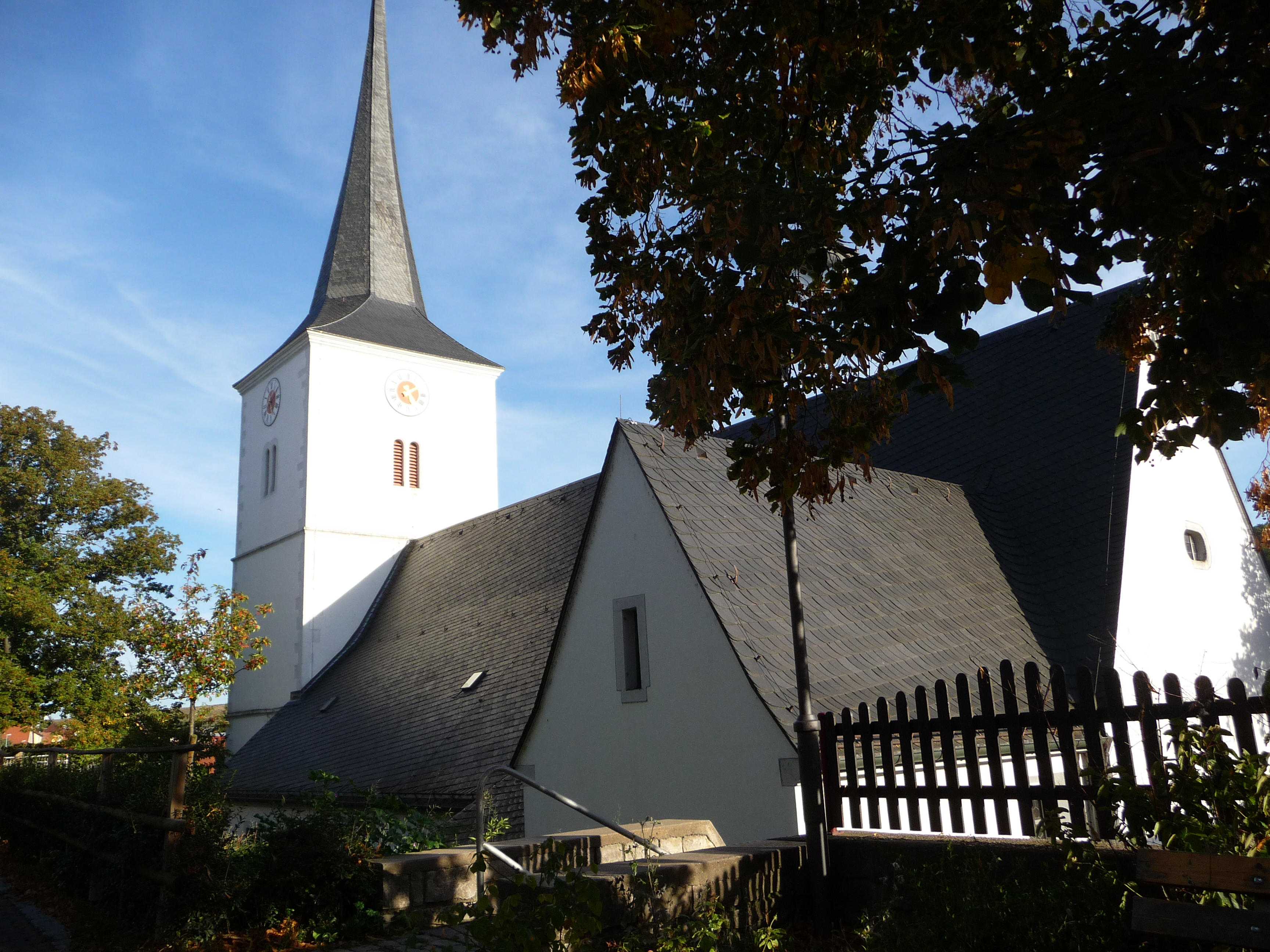
St. Johannes der Täufer (Theilheim)

Die römisch-katholische, denkmalgeschützte Pfarrkirche St. Johannes der Täufer steht in Theilheim, einer Gemeinde im Landkreis Würzburg (Unterfranken, Bayern). Die Kirche ist unter der Denkmalnummer D-6-79-193-4 als Baudenkmal in der Bayerischen Denkmalliste eingetragen. Die Pfarrei gehört zur Pfarreiengemeinschaft Randersacker – Theilheim – Eibelstadt im Dekanat Würzburg rechts des Mains des Bistums Würzburg.

## Beschreibung
Der Chorturm der Saalkirche stammt aus der Mitte des 13. Jahrhunderts. Sein oberstes Geschoss, das die Turmuhr und den Glockenstuhl beherbergt, und den achtseitigen, schiefergedeckten Knickhelm erhielt er, als das Langhaus in seinem Westen, das im Kern romanisch ist, 1737 verlängert wurde. Mitte des 19. Jahrhunderts wurde die Saalkirche durch den Anbau eines Seitenschiffes an das Langhaus nach Norden zur Hallenkirche erweitert. Zur Kirchenausstattung gehören die um 1700 gebauten Altäre und die um 1525 aufgestellte Kanzel. Auf dem nördlichen Seitenaltar steht eine hölzerne, lebensgroße Statue eines Marienbildnisses. Die 2007 von Franz Heissler errichtete Orgel hat 18 Register, 2 Manuale und ein Pedal wurde.